# Melanismus

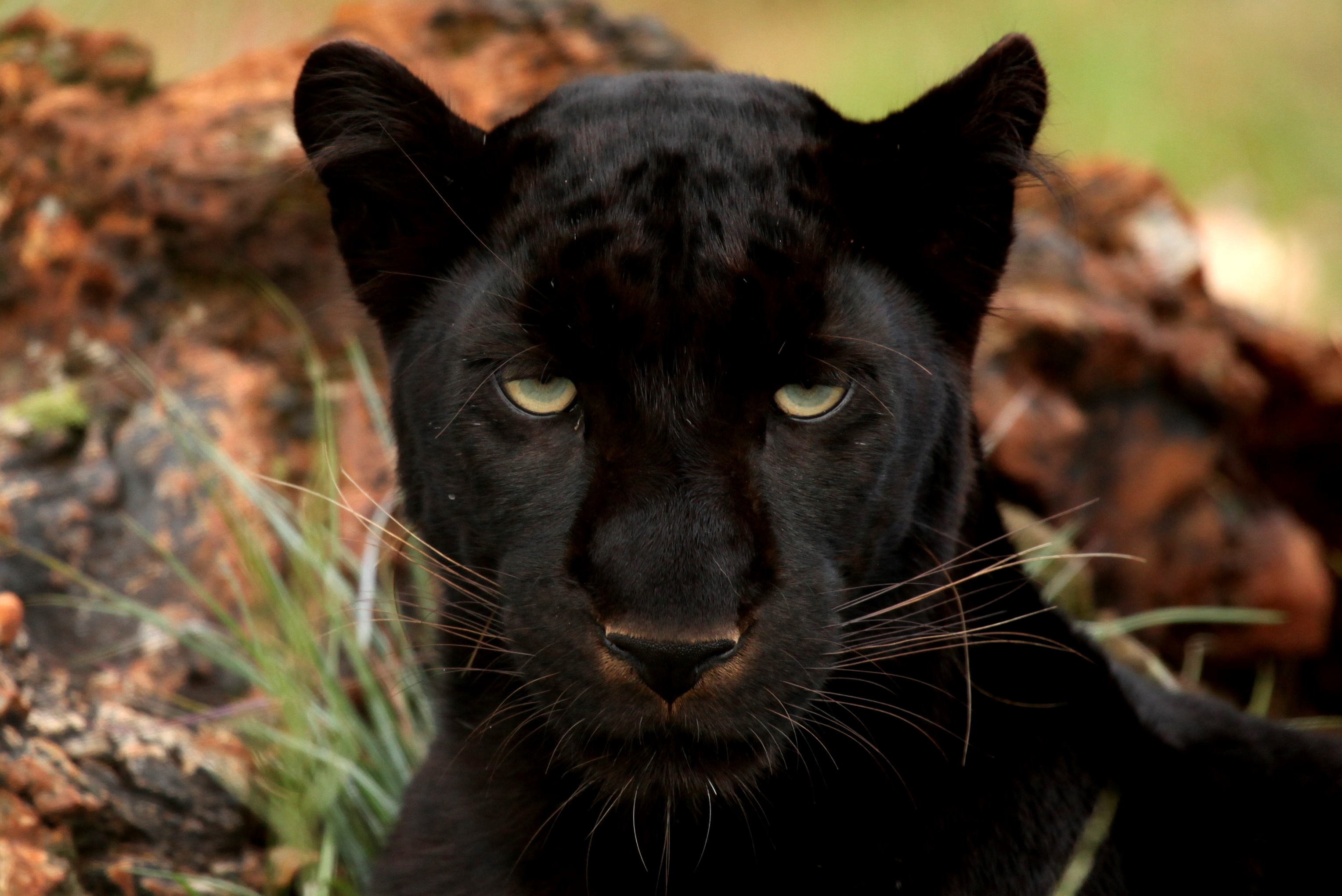
Černý panter neboli melanická forma levharta skvrnitého. Jde zřejmě o nejtypičtějšího představitele melanismu.

Melanismus je termín používaný pro výrazné rozvinutí tmavého pigmentu melaninu na kůži a srsti živočichů. Jedná se v podstatě o opak albinismu. Svůj původ má ve starořeckém slově μέλᾱς mélās (gen. μέλᾰνος mélanos) – černý.
Na rozdíl od albínů jsou melaničtí jedinci obvykle lépe přijímaní ostatními zástupci svého druhu. Mají i podstatně větší šanci na přežití, neboť tmavé zbarvení je lépe kamufluje ve tmě a nijak zvlášť je nehendikepuje za světla (kromě rozsáhlých otevřených prostor). Tmavá mutace je tudíž běžnější u lesních forem a druhů, než u živočichů žijících v otevřené krajině. Melaničtí jedinci jsou odolnější vůči nepříznivým vlivům slunečního záření (UV záření). Má se zato, že jsou rovněž odolnější vůči některým chorobám. Negativem je nižší schopnost zisku vitamínu D ze slunečního záření.
Někteří jedinci mají jen částečný melanismus. V tom případě jde dobře vidět jak tmavá srst (kůže) tak i kresba a barva obvyklá.
Zvláštní formou melanismu je tzv. industriální nebo průmyslový melanismus. Ten vznikl přizpůsobením některých druhů živočichů (můr, motýlů) na silně znečištěné prostředí v průmyslových oblastech. Došlo u nich ke genové mutaci, která zajišťovala tmavší zbarvení.

## Galerie

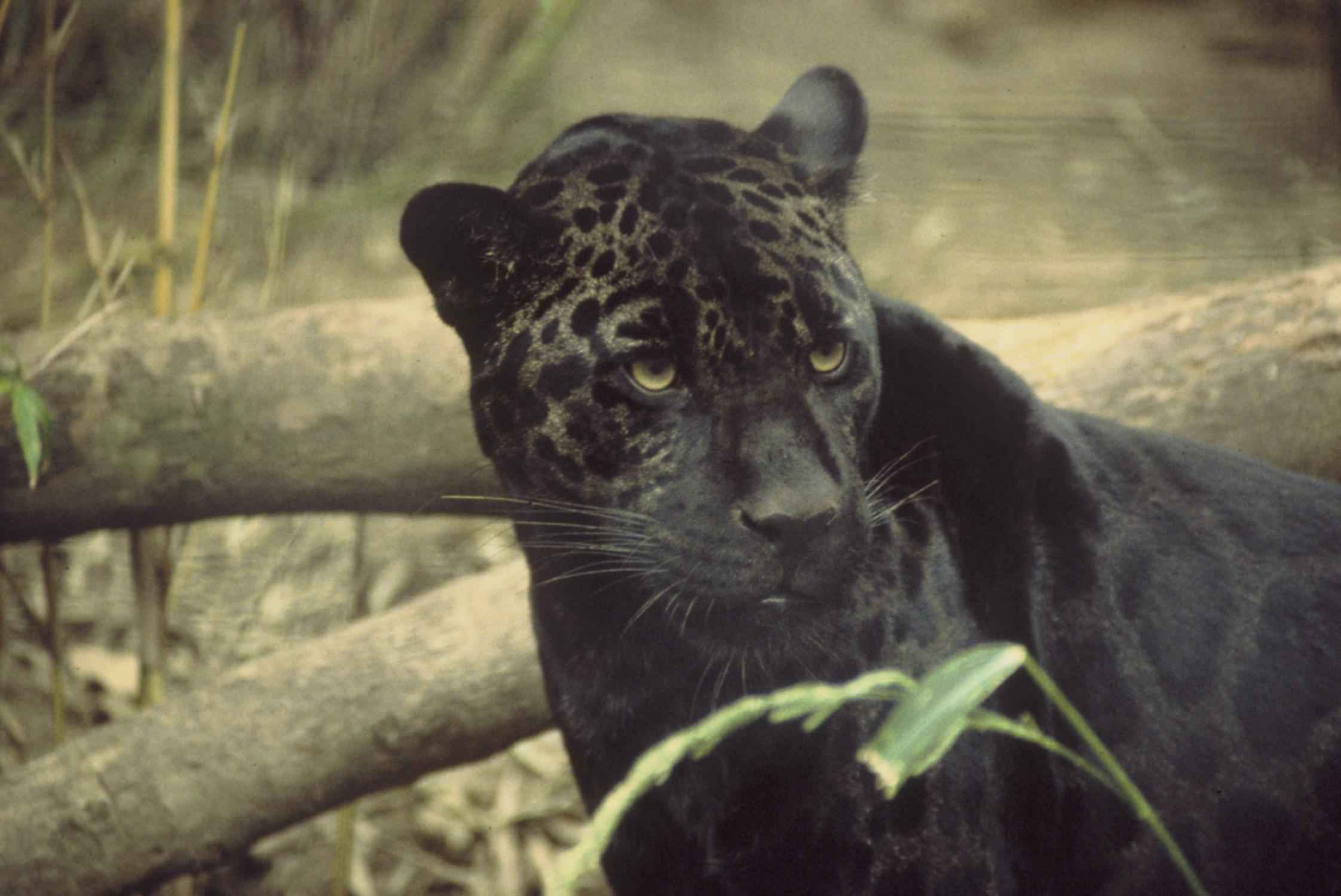
Částečně melanický jaguár.
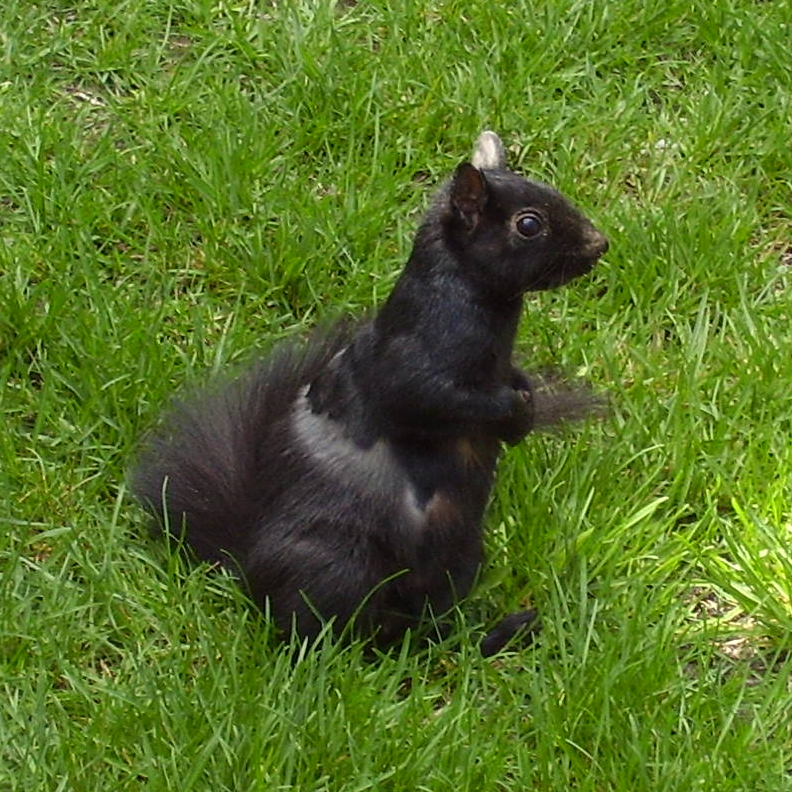
Melanická veverka popelavá.
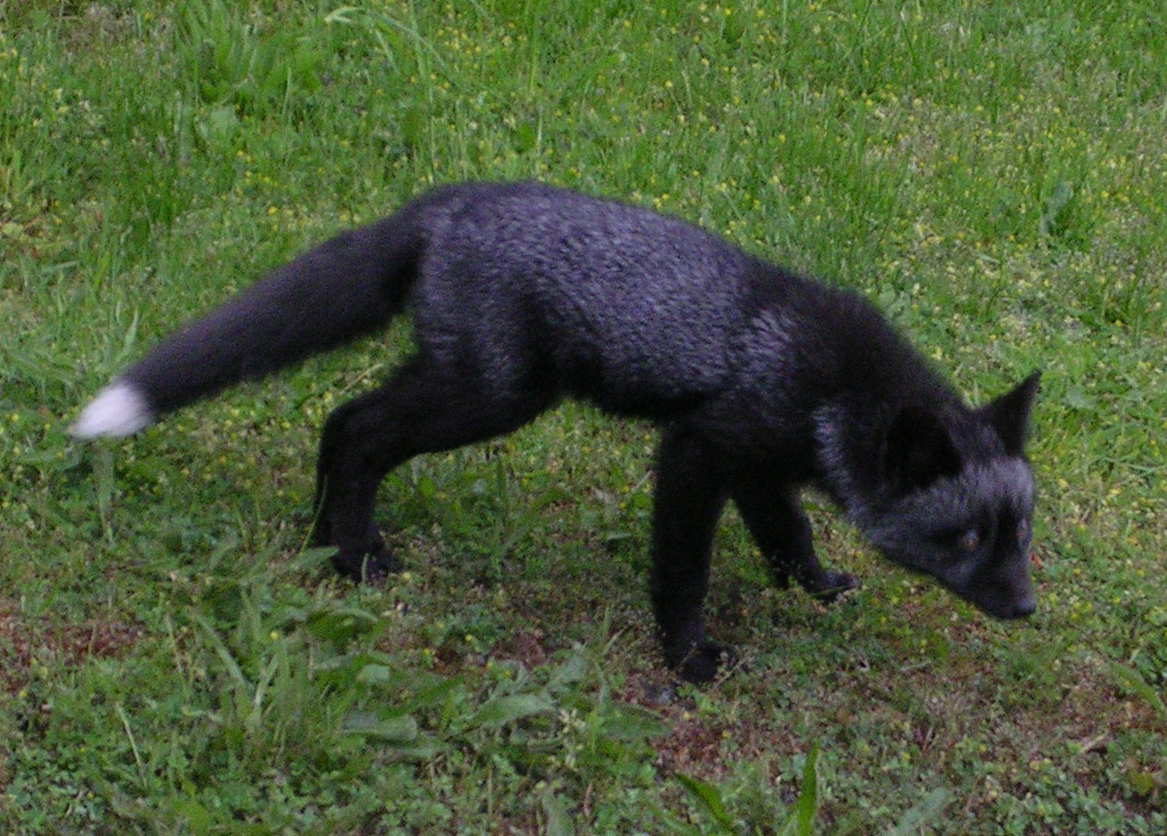
Melanická liška obecná.
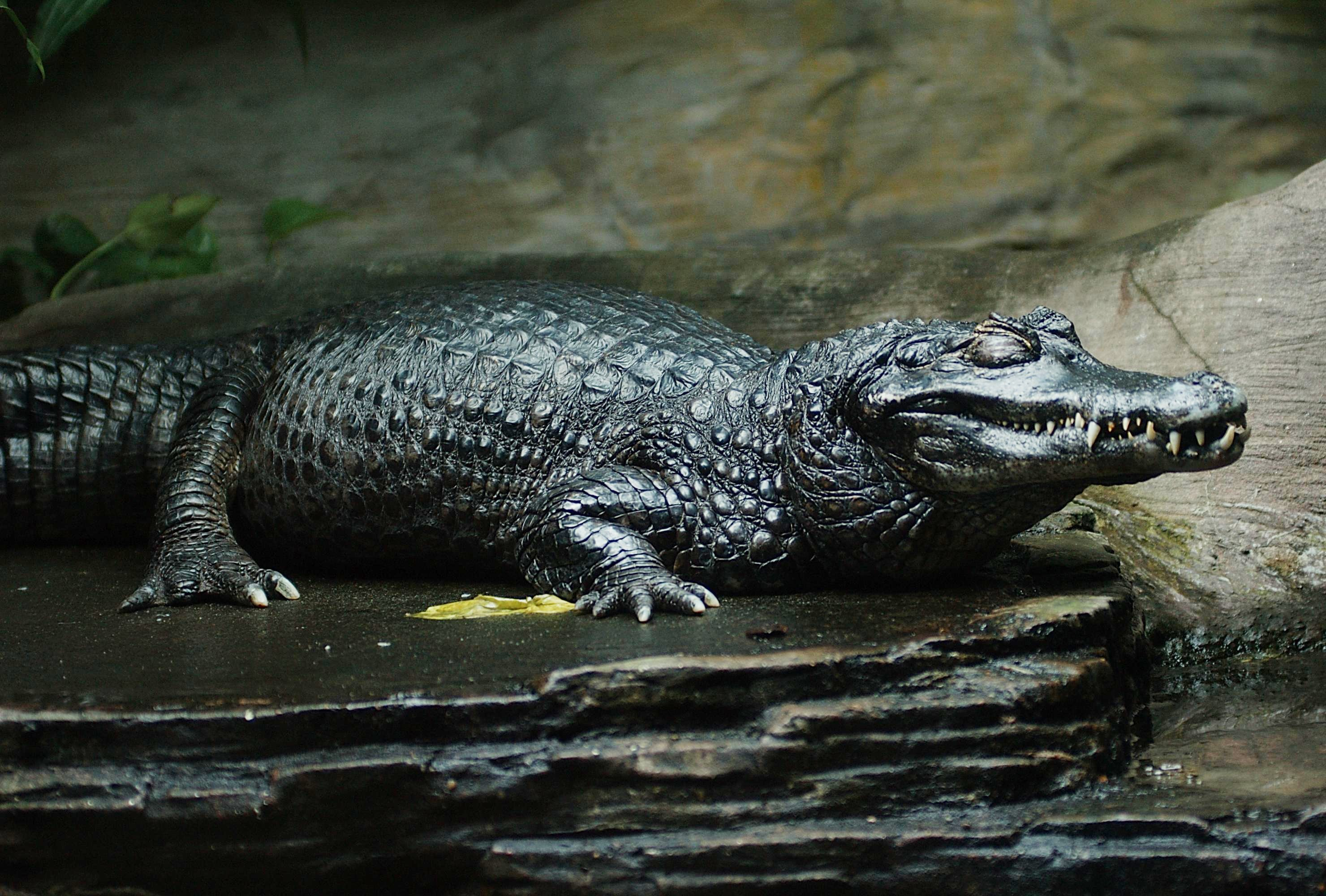
Melanický kajman brýlový.
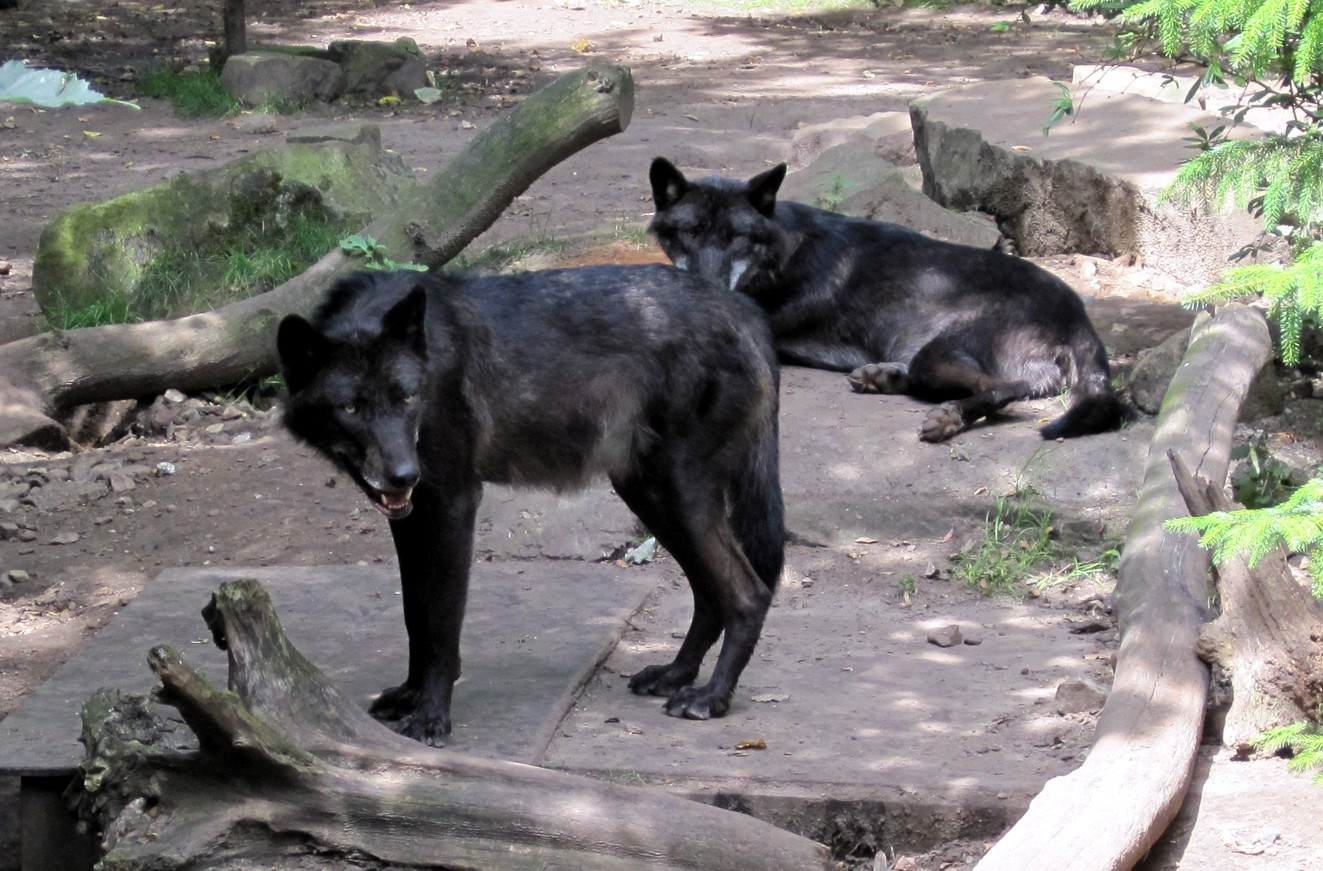
Černí vlci obecní kanadští.
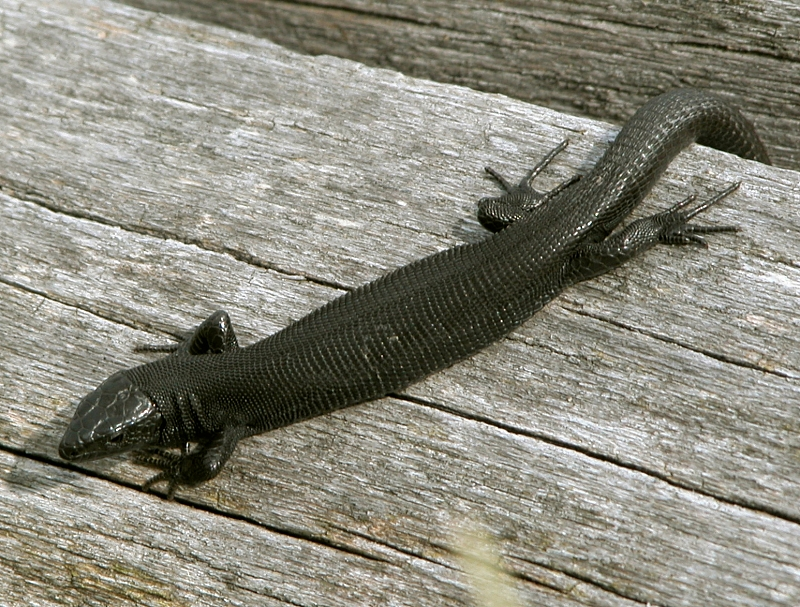
Melanická ještěrka živorodá.
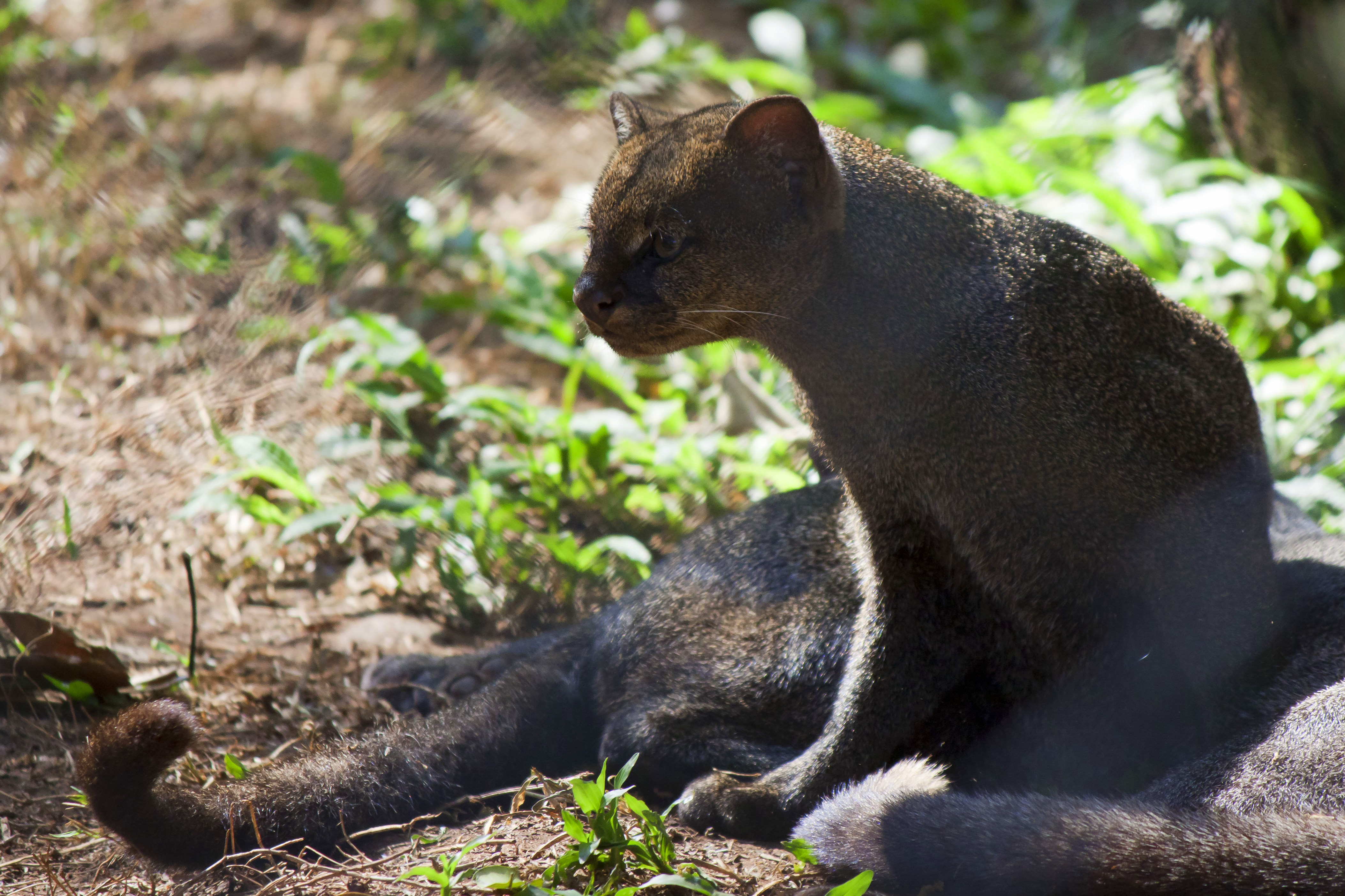
Částečně melanická jaguarundi.